# Stadion Nowa Bawaria w Charkowie
Stadion "Nowa Bawaria" (ukr. Стадіон «Нова Баварія») - stadion piłkarski w Charkowie na Ukrainie. 
Stadion został zbudowany na początku XX wieku. Jest jednym z najstarszych zachowanych stadionów w Charkowie. Pierwsza nazwa areny to Stadion Fabryki Lin (ukr. Стадіон Канатного заводу). Od 1982 do 1991 roku na tym stadionie większość swoich meczów w mistrzostwach ZSRR (Wtoraja liga, 6 strefa) rozegrał klub piłkarski Majak Charków. 
Po całkowitym zniszczeniu w 2004 został odbudowany przez prezesa klubu piłkarskiego Arsenał Charków Wołodymyra Czumaka, przekształcony w stadion czysto piłkarski i przygotowany do wymóg Pierwszej i Drugiej ligi mistrzostw Ukrainy. W latach 2004–2009 był domowym stadionem Arsenalu i nosił nazwę Stadion Arsenał-Bawaria (ukr. Арсенал-Баварія). 
W lipcu 2009 roku stadion został zakupiony przez właściciela klubu piłkarskiego Helios Charków Ołeksandra Helsztejna i przemianowany na Helios Arena (ukr. Геліос-Арена). Stadion był domową areną Heliosa do sierpnia 2012 roku, po czym stał się bazą treningową klubu. W sezonie 2017/18 stadion ponownie gościł domowe mecze drużyny Helios.
W 2020 roku właścicielem stadionu został były zawodnik Arsenału, biznesmen Jurij Szuszura. Na bazie stadionu utworzył dziecięco-młodzieżową szkołę sportową „Nowa Bawaria”, a sama arena zmieniła nazwę na Stadion Nowa Bawaria (ukr. Нова Баварія). 
29 sierpnia 2020 klub Metał Charków rozegrał swój pierwszy oficjalny mecz na stadionie. Stadion dostosowano do wymóg standardów UEFA i FIFA, z siedzeniami z tworzywa sztucznego. Nowy stadion może pomieścić 2057 widzów.